# الدبين (المهرة)

تعديل مصدري - تعديل

الدبين هي إحدى قرى مديرية منعر التابعة لمحافظة المهرة، بلغ تعداد سكانها 113 نسمة حسب تعداد اليمن لعام 2004.